# Зон (приток Елги)
Зон, Зон-Ель — река в России, протекает по Прилузскому району Республики Коми. Устье реки находится в 4 км по правому берегу реки Елга. Длина реки составляет 15 км.
Исток реки в таёжном массиве среди холмов Северных Увалов в 29 км к юго-востоку от села Объячево. Исток находится на глобальном водоразделе Волги и Северной Двины, рядом берёт начало река Кобра. Река течёт на запад, всё течение проходит по ненаселённому холмистому таёжному массиву. Впадает в Елгу в 6 км к юго-востоку от деревни Гыркашор. Ширина реки не превышает 10 метров.

## Данные водного реестра
По данным государственного водного реестра России и геоинформационной системы водохозяйственного районирования территории РФ, подготовленной Федеральным агентством водных ресурсов:
- Бассейновый округ — Двинско-Печорский;
- Речной бассейн — Северная Двина;
- Речной подбассейн — Малая Северная Двина;
- Водохозяйственный участок — Юг;
- Код водного объекта — 03020100212103000012280[3]